# Bitwa pod Skałą (1863)
Bitwa pod Skałą − starcie zbrojne, które miało miejsce 5 marca 1863 roku pomiędzy polskimi powstańcami a Rosjanami w czasie powstania styczniowego.

## Historia
Po pobiciu wojsk rosyjskich w bitwie pod Pieskową Skałą, oddział powstańczy pod dowództwem Mariana Langiewicza i Antoniego Jeziorańskiego (około 1500 żołnierzy) uderzył na Skałę, gdzie na miejscowym cmentarzu obozowało zgrupowanie rosyjskie majora Stolzenwalda (około 400 żołnierzy). 
Po trzygodzinnej walce Polacy wyparli Rosjan przy stratach własnych 23 zabitych i 24 rannych (wśród poległych powstańców był ukraiński oficer Andrzej Potiebnia). Rosjanie wycofali się do Miechowa, porzucając na miejscu tabor.

## Upamiętnienie
Bitwa została wspomniana we fragmencie „Popamiętają Moskale Jak dostali w skórę w Skale”, znajdującym się w pieśni żołnierskiej z 1863 roku napisanej przez hrabiego Władysława Tarnowskiego pt. Jak to na wojence ładnie.